# Délnyugat-Ázsia
Délnyugat-Ázsia (más néven Elő-Ázsia, Nyugat-Ázsia) az ázsiai kontinens délnyugati részén elhelyezkedő földrajzi terület. A kifejezés nagyjából felcserélhetően használható Nyugat-Ázsiával. Részben régészeti vonatkozásban használják, illetve az ENSZ alrégió beosztásaként. Mind természet-, mind társadalomföldrajzilag elkülönül a Közel-Kelet terminológiától. A Közel-Kelet elsősorban politikai, társadalom-földrajzi egység, melybe több észak-afrikai állam is beletartozik, míg Délnyugat-Ázsia csak Ázsia délnyugati területeit fogja át.
A kifejezés használatát a Közel-Kelet szó helyett egyre inkább preferálják a nemzetközi szervezetek, tekintve, hogy a Közel-Kelet, Távol-Kelet kifejezések egyfajta eurocentrista világkép alapján határozhatók csak meg.
Az ENSZ meghatározása alapján a régióhoz tartozik Törökország, Ciprus, Örményország, Azerbajdzsán és Grúzia is, bár ezek az államok Ázsia és Európa határán helyezkednek el, és kulturálisan-politikailag mindkét kontinenshez köthetők.

Délnyugat-Ázsia

## Földrajz
Délnyugat-Ázsia felszíne három nagy tájra tagolódik:
- Legnagyobb részét az Arab-félsziget foglalja el. Ez a terület Ázsia egyik legrégebbi ősmasszívuma, valamikor régen még Afrikához tartozott. Az üledékes kőzetréteget táblás vidéknek is emlegetjük. Ez a hatalmas terület értékes kőolaj- és földgáztelepeket rejteget.
- Északi területén helyezkedik el az Eurázsiai-hegységrendszerhez tartozó fiatal lánchegységek.
- Mezopotámia a Tigris és az Eufrátesz között elterülő síkság. Ez a két folyó töltötte fel hordalékával, legfiatalabb területe Délnyugat-Ázsiának.

## Délnyugat-ázsiai államok
Bár több csoportosítás is létezik, Délnyugat-Ázsiához az alábbi államok tartoznak:
- Örményország
- Azerbajdzsán (részben Európában)
- Bahrein
- Ciprus
- Egyiptom (zöme Afrikában)
- Grúzia (részben Európában)
- Irán
- Irak
- Izrael
- Jordánia
- Kuvait
- Libanon
- Omán
- Katar
- Szaúd-Arábia
- Szíria
- Törökország (részben Európában)
- Egyesült Arab Emírségek
- Jemen

## Az országok összehasonlítva
| Ország (és terület)     | Terület (km2) | Népesség (2019 ) | Népsűrűség (fő/km2) (2018-ban) | Főváros                                                  | Nominális GDP (2012) | GDP/fő (nominális) (2012) | Valuta                                      | Politikai rendszer                   | Hivatalos nyelv     |
| ----------------------- | ------------- | ---------------- | ------------------------------ | -------------------------------------------------------- | -------------------- | ------------------------- | ------------------------------------------- | ------------------------------------ | ------------------- |
| Anatólia:               |               |                  |                                |                                                          |                      |                           |                                             |                                      |                     |
| Törökország1            | 783,562       |                  | 94.1                           | Ankara                                                   | $788.042 milliárd    | $10,523                   | Török líra                                  | Elnöki rendszer, köztársaság         | Török nyelv         |
| Arab-félsziget:         |               |                  |                                |                                                          |                      |                           |                                             |                                      |                     |
| Bahrein                 | 780           |                  | 1,646.1                        | Manáma                                                   | $30.355 milliárd     | $26,368                   | Bahraini dinar                              | Alkotmányos monarchia                | Arab                |
| Kuvait                  | 17,820        |                  | 167.5                          | Kuvaitváros                                              | $184.540 milliárd    | $48,761                   | Kuvaiti dinár                               | Alkotmányos monarchia                | Arab                |
| Omán                    | 212,460       |                  | 9.2                            | Muscat                                                   | $78.290 milliárd     | $25,356                   | Ománi riál                                  | Abszolút monarchia                   | Arab                |
| Katar                   | 11,437        |                  | 123.2                          | Doha                                                     | $192.402 milliárd    | $104,756                  | Katari riál                                 | Abszolút monarchia                   | Arab                |
| Szaúd-Arábia            | 2,149,690     |                  | 12                             | Rijád                                                    | $733.956 milliárd    | $25,139                   | Szaúdi riál                                 | Abszolút monarchia                   | Arab                |
| Egyesült Arab Emírségek | 82,880        |                  | 97                             | Abu-Dzabi                                                | $383.799 milliárd    | $43,774                   | Emirátusi dirham                            | Föderáció, Alkotmányos monarchia     | Arab                |
| Jemen                   | 527,970       |                  | 44.7                           | Sana'a (Houthi-led government) Aden (Seat of government) | $35.05 milliárd      | $1,354                    | Jemeni riál                                 | Provisional Elnöki rendszer          | Arab                |
| Dél-Kaukázus:           |               |                  |                                |                                                          |                      |                           |                                             |                                      |                     |
| Abházia5                | 8,660         | 242,862          | 28                             | Szuhumi                                                  | $500 millió          | N/A                       | Grúz lari                                   | Félelnöki rendszer Köztársaság       | Abkház, orosz nyelv |
| Örményország            | 29,800        |                  | 108.4                          | Jereván                                                  | $9.950 milliárd      | $3,033                    | Örmény dram                                 | Félelnöki rendszer, köztársaság      | Örmény nyelv        |
| Arcak 5                 | 11,458        | 150,932          | N/A                            | Sztepanakert                                             | $1.6 milliárd        | $2,581                    | Arcahi dram Örmény dram                     | Elnöki rendszer                      |                     |
| Azerbajdzsán            | 86,600        |                  | 105.8                          | Baku                                                     | $68.700 milliárd     | $7,439                    | Azeri manat                                 | Elnöki rendszer                      | Azeri               |
| Grúzia                  | 69,700        |                  | 68.1                           | Tbilisi                                                  | $15.847 milliárd     | $3,523                    | Grúz lari                                   | Félelnöki rendszer, Köztársaság      | Grúz                |
| Dél-Oszétia5            | 3,900         | 53,532           | 13                             | Chinvali                                                 | $500 millió          | N/A                       | Grúz lari                                   | Félelnöki rendszer Köztársaság       | Oszét, Orosz nyelv  |
| Termékeny félhold:      |               |                  |                                |                                                          |                      |                           |                                             |                                      |                     |
| Irak                    | 438,317       |                  | 73.5                           | Baghdad                                                  | $216.044 milliárd    | $6,410                    | Iraki dinár                                 | Parlamentáris köztársaság            | Arab, Kurd          |
| Izrael                  | 20,770        |                  | 365.3                          | Jeruzsálem4                                              | $353.65 milliárd     | $39,106                   | Sékel                                       | Parlamentáris köztársaság            | Héber               |
| Jordánia                | 92,300        |                  | 68.4                           | Ammán                                                    | $30.98 milliárd      | $4,843                    | Jordán dinár                                | Alkotmányos monarchia                | Arab                |
| Libanon                 | 10,452        |                  | 404                            | Bejrút                                                   | $42.519 milliárd     | $10,425                   | Libanoni font                               | Parlamentáris köztársaság            | Arab                |
| Palesztina6             | 6,220         |                  | 667                            | Rámalláh3                                                | $6.6 milliárd        | $1,600                    | Egyiptomi font, Jordán dinár, Izraeli sékel | Félelnöki rendszer, Köztársaság      | Arab                |
| Szíria                  | 185,180       |                  | 118.3                          | Damaszkusz                                               | N/A                  | N/A                       | Szír font                                   | Elnöki rendszer                      | Arab                |
| Iráni-fennsík:          |               |                  |                                |                                                          |                      |                           |                                             |                                      |                     |
| Irán                    | 1,648,195     |                  | 45                             | Teherán                                                  | $548.590 milliárd    | $7,207                    | Iráni riál                                  | Iszlám köztársaság                   | Újperzsa            |
| Földközi-tenger:        |               |                  |                                |                                                          |                      |                           |                                             |                                      |                     |
| Akrotíri és Dekélia 7   | 254           | 15,700           | N/A                            | Episzkopi                                                | N/A                  | N/A                       | Euro                                        | Sztratokrácia, Alkotmányos monarchia | Angol               |
| Ciprusi Köztársaság     | 9,250         |                  | 117                            | Nicosia                                                  | $22.995 milliárd     | $26,377                   | Euro                                        | Elnöki rendszer                      | Görög, Török        |
| Észak-Ciprus5           | 3,355         | 313,626          | 93                             | North Nicosia                                            | $4.032 milliárd      | $15,109                   | Török líra                                  | Félelnöki rendszer, köztársaság      | Török               |
| Sínai-félsziget:        |               |                  |                                |                                                          |                      |                           |                                             |                                      |                     |
| Egyiptom 2              | 60,000        | 850,000          | 82                             | Kairó                                                    | $262.26 milliárd     | $3,179                    | Egyiptomi font                              | Elnöki rendszer                      | Arab                |